# Medietilsynet
Норвезьке управління з питань засобів масової інформації (норв. Medietilsynet) — це норвезьке адміністративне відомство підпорядкованого Міністерству культури та церковних справ Норвегії, яке виконує різні завдання, пов'язані з телерадіомовленням, газетами та фільмами.
Завдання Органу включають:
- оцінювання фільмів
- дотримання правил щодо змісту, реклами та спонсорства для засобів масової інформації; обробка заявок на отримання ліцензій для місцевих ЗМІ
- обробка заявок на отримання грантів на виробництво газет, включаючи газети, що не є провідними, газети на мовах меншин та саамські газети
- контроль і втручання проти набуття права власності на ЗМІ (або забороняє придбання або злиття, або дозволяючи придбання на таких умовах, як набори органу, в тому числі наказувати позбавлення прав інших інтересів власності ЗМІ.

## Історія
Агентство було створене 1 січня 2005 року шляхом об'єднання трьох державних установ:
- Норвезька комісія з класифікації фільмів (Statens filmtilsyn), яка відповідала за рейтинг фільмів.
- Норвезький орган власності на засоби масової інформації (Eierskapstilsynet), який наглядав за власністю засобів масової інформації.
- Управління засобами масової інформації (Statens medieforvaltning, SMF), яке мало завдання, пов'язані з мовленням та газетами.

Нова влада розташовувалася у Фредрікстаді з 20 березня 2006 року, де вже знаходилось Управління ЗМІ, але в новій будівлі.
2003 року агентство було перевезено з Осло до Фредрікстада з 20 березня 2006 року, де знаходилось Управління ЗМІ. Це була програма разом із шістьма іншими директоратами та інспекціями, які виїхали з Осло, ініціатором якої був Віктор Норман, міністр урядового управління та реформи Консервативної партії. Переміщення семи агентств коштувало 729 млн крон. В офіційному звіті від 2009 р. було зроблено висновок, що агентства втратили від 75 до 90 % своїх співробітників, переважно тих, хто має тривалий стаж роботи, і що деякий час критичні для суспільства функції не працювали. Зменшення витрат не проводилось, значного впливу на цільову область не було. У звіті за 2010 р. професор Джарле Трондаль заявив, що жодна з установ не стала більш незалежною після переїзду, незважаючи на те, що це один з головних аргументів міністра. Правонаступниця Нормана Хайді Гранде Ройс із Соціалістичної лівої партії заявила, що переїзд справив важливий символічний ефект на цільові області, і що вона не бачить у відсутності переваг причину не пересувати подібні агенції пізніше.

## Обмеження за віком

### Поточні рейтинги
| Рейтинг | Опис | Рік      | Зауваження |
| ------- | --- | -------- | --- |
| A       | Дозволено для будь-якого віку                                                                               | 1994 рік | Замінює рейтинг 5                                                                                                  |
| 6       | Дозволено для будь-кого від 6 років. Діти до 6 років можуть переглядати в кінотеатрах у супроводі дорослого | 2015 рік | Замінює рейтинг 7                                                                                                  |
| 9       | Дозволено для глядачів від 9 років. Діти до 6 років можуть дивитися в кінотеатрах у супроводі дорослого     | 2015 рік | Замінює рейтинг 11 разом із повторно впровадженим рейтингом 12.                                                    |
| 12      | Дозволено для глядачів від 12 років, діти до 9 років можуть дивитись в кінотеатрах у супроводі дорослого    | 1954 рік | Скасовано в 1994 році і замінено на 11-рейтинг, але було повторно впроваджено в 2015-му на заміну 11-рейтингу      |
| 15      | Дозволено для глядачів від 15 років. Діти до 12 років можуть дивитися в кінотеатрах у супроводі дорослого   | 1988 рік | Замінює рейтинг 16                                                                                                 |
| 18      | Дозволено глядачам від 18 років. У театрах кожен, хто присутній, повинен бути не менше 18 років             | 1970 рік | Також застосовується до кінофільмів, які мають бути представлені в кінотеатрах, але не подані на класифікацію НМА. |

### Колишні рейтинги
| Рейтинг    | Опис | Реалізовано | Скасовано | Зауваження |
| ---------- | --- | ----------- | --------- | --- |
| 5          | Дозволено для будь-кого від 5 років. Абсолютна нижня межа                                                   | 1970 рік    | 1994 рік  | Замінено рейтингом A |
| 7          | Дозволено глядачів від 7 років. Діти до 4 років можуть переглядати в кінотеатрах у супроводі дорослого      | 1954 рік    | 2015 рік  | Замінено 6-рейтинговим |
| 10         | Дозволено для глядачів від 10 років. Діти до 5 років можуть переглядати в кінотеатрах у супроводі дорослого | 1988 рік    | 1994 рік  | Замінено на 11-рейтинг |
| 11         | Дозволено для глядачів від 11 років. Діти до 7 років можуть переглядати в кінотеатрах у супроводі дорослого | 1994 рік    | 2015 рік  | Замінено на 9 та 12 рейтинги |
| 16         | Дозволено для глядачів від 16 років і старше.                                                               | 1921 рік    | 1988 рік  | Замінено на 15-рейтинг |
| Заборонено | Не дозволяється для трансляції                                                                              | 1913 рік    | 2004 рік  | Лише частково скасовано. Класифікація все ще є обов'язковою для представлення фільмів аудиторії віком до 18 років. НМА не може реєструвати або класифікувати фільми, які, на їх думку, суперечать норвезькому кримінальному законодавству. |

### Заборонений вміст
З 2004 року класифікація фільмів для перегляду особам віком від 18 років більше не вимагалася. Якщо розповсюджувач вирішить зареєструвати фільм без класифікації, розповсюджувач фільму нестиме кримінальну відповідальність за вміст фільму, заборонений норвезьким законодавством.
Вміст, який заборонений у фільмах та інших розважальних засобах масової інформації в Норвегії:
- Дитяча порнографія
- Порнографія (за деякими винятками)
- неналежне використання зображень смерті або насильства в розважальних цілях.